# Quadrimorphina
Quadrimorphina es un género de foraminífero bentónico de la familia Quadrimorphinidae, de la superfamilia Chilostomelloidea, del suborden Rotaliina y del orden Rotaliida. Su especie tipo es Quadrimorphina allomorphinoides. Su rango cronoestratigráfico abarca desde el Coniaciense (Cretácico superior) hasta la Actualidad.

## Clasificación
Quadrimorphina incluye a las siguientes especies:
- Quadrimorphina akaciensis
- Quadrimorphina akiensis
- Quadrimorphina albertensis
- Quadrimorphina allomorphinoides
- Quadrimorphina gorbushensis
- Quadrimorphina laevigata
- Quadrimorphina minuta
- Quadrimorphina profunda
- Quadrimorphina rosae
- Quadrimorphina spirata
- Quadrimorphina trilobata
- Quadrimorphina varsoviensis
- Quadrimorphina wulukeqiatensis

Otra especie considerada en Quadrimorphina es:
- Quadrimorphina pescicula, considerado sinónimo posterior de Quadrimorphina laevigata